# 玉野市立荘内中学校
玉野市立荘内中学校（たまのしりつ しょうないちゅうがっこう）は、岡山県玉野市木目にある公立中学校。 周辺には荘内小学校が立地している。玉野市教育委員会が進める中学校区一貫教育校園の制度を受け、幼稚園や保育園との連携を進め、幼児が中学校を訪問して中学生と交流したり、小学校行事に中学生が支援に赴いたり、柔軟な「繋がる」教育を進めている。
激動する社会（これまで30年かかっていた改革が1年で進む）において必要な資質能力を培うため、教育DXを推進するとともに、生徒に学校を委ねていく教育を進めている。その真骨頂が校則の廃止であろう。校則は生徒会に譲渡され生徒会は「自分たちの生活を自分たちで守る」という理念でルールメイキング等の取組を進めている。学習用端末の活用はスダンではなく必然であり、ただの文房具である。そうした中で学校における未来の授業とはどうあるべきか、生成AI時代に研究を進めている。

## 学習
3学期制を導入している。
2007年度（平成19年度）までは2学期制を導入していたが、2008年度（平成20年度）から3学期制を再度導入となった。その後、協同学習を推進してきつつ、令和４年度からは「荘内まなびスタイル」（先行学習を基盤とした協同学習」を推進している。その中で文部科学省のLDX推進事業の指定を受け協同学習に加えて自習進度学習等の先進的な学びスタイルを研究している。
　また、定期考査を廃止し、2か月サイクル学習として学力診断テストの実施による教育水準を担保した取組で学びのPDCAサイクルを展開している。
　加えてスタディサプリやミライシード、モノグサ等のアプリを学校の自助努力で導入し、これからの学びの総合的なスタイルを検討している。

## 部活動
運動部、文化部ともに県大会や全国大会に多く出場している。
入部は強制ではなく、自由参加である。
テニス部は2008年夏大会団体戦で男子は優勝、女子は準優勝の成績を収めた。昨今は教職員の働き方改革を先進的に取り入れ朝練習の廃止や学校の時程の工夫によって１６：５０には部活動も終了するという改革を進めている。
教職員の働き方改革の中で部活動はどうあるべきか、部活動時間を1時間20分程度に削減してその時間内の適切な活動内容を精選することで生徒の力量はどうなるのか、それを検証しながら望むべき形を構築するよう改革を進めている。

## 関係する小学校
- 玉野市立荘内小学校

## 最寄駅
- 西日本旅客鉄道（JR西日本）宇野線:常山駅

## 通学区域が隣接している学校
- 玉野市立日比中学校
- 玉野市立玉中学校
- 玉野市立宇野中学校
- 玉野市立八浜中学校
- 岡山市立灘崎中学校
- 倉敷市立琴浦中学校